# 2473 Heyerdahl
2473 Heyerdahl là một tiểu hành tinh vành đai chính, được phát hiện bởi 
Nikolai Stepanovich Chernykh năm 1977. Nó được đặt theo tên Thor Heyerdahl.